# Награды Народной Республики Болгария
Социалистическая Народная Республика Болгария (НРБ) была создана после окончания Второй Мировой войны, придя на смену Третьему Болгарскому царству (первые два болгарских царства существовали в Средние века). НРБ просуществовала вплоть до Перестройки в СССР, после чего её сменила современная демократическая республика Болгария.
На всём протяжении своего существования НРБ находилась в орбите влияния Советского Союза, что отразилось и на её системе наград. Высшими знаками отличия стали почётные звания Герой НРБ и Герой Социалистического труда НРБ, при присуждении которых вручались золотая звезда и орден Димитрова, названный в честь основателя НРБ Георгия Димитрова, и являвшийся аналогом советского ордена Ленина. Димитровская премия НРБ фактически дублировала советскую Ленинскую премию, ордена «Красное знамя» и «Красное знамя труда» а также почётное звание «Мать-героиня» также имели непосредственные советские прототипы. Как и в Советском Союзе, награждения орденом или почётным званием одной или единственной степени могло производиться повторно (в отличие от западных наградных систем). Дизайн государственных наград НРБ отличался лаконичностью, и был выдержан в характерном советском стиле. Наградная система дополнялась многочисленными медалями. 
Из прежних болгарских царских орденов был сохранены два ордена: 
Во-первых, орден святых равноапостольных  Кирилла и Мефодия, внешний вид орденских знаков которого сильно изменился, а из названия были убраны слова «святые» и «равноапостольные». То же самое произошло с российским императорским орденом святого Александра Невского, который был восстановлен в СССР в изменённом виде.
Во-вторых, орден «За храбрость», существовавший с 1880 года, дизайн которого претерпел относительно небольшие изменения, чтобы орден можно было вписать в наградную систему на место советского ордена Славы.
К собственным ноу-хау системы наград НРБ относились: Орден Розы, Орден «Мадарский всадник», орден «13 веков Болгарии» и орден «Балканские горы», название которого на русском языке зачастую передаётся без перевода: «Стара-планина». Первый из них предназначался только для женщин, чего не было в Советском Союзе (за очевидным исключением почётного звания «Мать-Героиня»), и что роднило систему наград социалистической Болгарии с традиционными европейскими системами наград. Остальные упомянутые ордена также не имели никаких, даже отдалённых, аналогов в советской наградной системе. 
После реформы государственности в Болгарии, из числа орденов, созданных в НРБ, только политически нейтральные орден «Балканские горы» и «Мадарский всадник» (названный в честь достопримечательности Болгарии — старинного, вырезанного на скале рельефа, Мадарского всадника) вошли в новую орденскую систему и продолжают вручаться до сих пор. Сохранился также оба уцелевших и в НРБ царских ордена: орден святых Кирилла и Мефодия, претерпевший вторую по счёту переделку, и орден «За храбрость».

## Почётные звания и премия
| Знак | Орден                              | Основан | Число степеней | Количество награждений                         |
| ---- | ---------------------------------- | ------- | -------------- | ---------------------------------------------- |
|      | Герой Народной Республики Болгария | 1948    | 1              | 58 (несколько человек было награждено дважды). |
|      | Герой Социалистического Труда      | 1948    | 1              | Около 1 700                                    |
|      | Мать-героиня                       | 1950    | 1              | 1116                                           |
|      | Димитровская премия                | 1949    | 3              | 1288                                           |

## Ордена
Отсортированы по порядку учреждения.
| Знак                            | Орден                                           | Основан              | Число степеней | Количество награждений | Примечание |
| ------------------------------- | ----------------------------------------------- | -------------------- | -------------- | ---------------------- | --- |
|                                 | Народный орден Труда                            | 21 июня 1945 года    | 3              | ?                      | Награда за заслуги в труде. |
|                                 | Орден «Народная свобода 1941—1944»              | 9 сентября 1945 года | 3              | 68 265                 | Вручался за участие в событиях Второй мировой войны на стороне болгарских революционеров и партизан. Мог вручаться посмертно.                     |
|                                 | Орден «9 сентября 1944 года»                    | 9 сентября 1945 года | 3              | 71 007                 | Орден вручался за участие в восстании 9 сентября 1944 года, которое привело к свержению монархии в Болгарии.                                      |
|                                 | Орден Народной Республики Болгария              | 18 июня 1947 года    | 3              | 19117                  | За особые заслуги и за достижение выдающихся успехов.                                                                                             |
|                                 | Орден «За храбрость»                            | 1948 год             | 3              | 1                      | Награда за доблесть в бою. |
|                                 | Орден «Георгий Димитров»                        | 17 июня 1950 года    | 1              | Около 4000             | Аналог Ордена Ленина |
|                                 | Орден «Красное Знамя»                           | 13 декабря 1950 года | 1              | ?                      | Орден вручался болгарским и иностранным военнослужащим, а также болгарским воинским частям и соединениям за отличие на поле боя и в мирное время. |
|                                 | Орден «Красное Знамя Труда»                     | 13 декабря 1950 года | 1              | ?                      | Награда за заслуги в труде. |
|                                 | Орден «Кирилл и Мефодий»                        | 13 декабря 1950 года | 3              | 48 200                 | Орден вручался гражданам Болгарии и иностранцам за заслуги в области культуры, науки и образования.                                               |
| Современный дизайн (после 1991) | Орден «Стара-планина» (Орден «Балканские горы») | 4 августа 1966 года  |                |                        | |
|                                 | Орден Розы                                      | 4 августа 1966 года  | 2              | ?                      | Орден вручался женщинам за «укрепление мира между народами».                                                                                      |
| Современный дизайн (после 1991) | Орден «Мадарский всадник»                       | 4 августа 1966 года  |                |                        | Награда за укрепление дружбы между народами. |
|                                 | Орден «За гражданскую доблесть и заслуги»       | 4 августа 1966 года  | 3              | 2539                   | Вручался за смелость при спасении человеческой жизни, имущества или в борьбе с преступностью.                                                     |
|                                 | Орден «За военную доблесть и заслуги»           | 28 мая 1974 года     | 2              | 8746                   | Орден вручался за военные заслуги, преимущественно в мирное время.                                                                                |
|                                 | Орден «Трудовая Слава»                          | 28 мая 1974 года     | 3              | 6555                   | Награда за заслуги в труде. |
|                                 | Орден «13 веков Болгарии»                       | 16 октября 1981 года | 1              | Около 100              | Орден вручался гражданам Болгарии и иностранцам за выдающиеся заслуги перед Болгарией и в «деле борьбы за мир».                                   |

## Медали
Перечислены по порядку учреждения
| Знак | Медаль                                                                          | Создана          | Степени                                                       | Количество награждений |
|      | Медаль «Отечественная война 1944—1945 гг.»                                      | 9 сентября 1945  | 1                                                             | 195,000+               |
|      | «За Участие в Сентябрьском восстании 1923 г.»                                   | 15 сентября 1948 | 1                                                             | около 10,040           |
|      | «За участие в антифашистской борьбе»                                            | 13 декабря 1950  | 1                                                             | 2350                   |
|      | «За боевые заслуги»                                                             | 13 декабря 1950  | 1                                                             | 80,000+                |
|      | «За трудовое отличие»                                                           | 13 декабря 1950  | 1                                                             |                        |
|      | «За материнство»                                                                | 13 декабря 1950  | 2, позднее 1                                                  |                        |
|      | «За безупречную службу в вооружённых силах НРБ»                                 | 18 июля 1959     | 3                                                             |                        |
|      | «За безупречную службу и выслугу лет в министерстве Внутренних дел»             | 27 августа 1960  | 3 (10, 15 и 20 лет выслуги).                                  |                        |
|      | «За выслугу лет в пожарной охране НРБ»                                          | 27 августа 1960  | 3 (10, 15 и 20 лет выслуги).                                  |                        |
|      | «20 лет Болгарской Народной армии»                                              | 22 августа 1964  | 1                                                             |                        |
|      | «20 лет Министерству внутренних дел»                                            | 22 августа 1964  | 1                                                             | 12,000+                |
|      | «20 лет коммунистической партии НРБ»                                            | 22 августа 1964  | 1                                                             |                        |
|      | «За выслугу лет в государственном комитете НРБ»                                 | 1965             | 3 (10, 15 и 20 лет выслуги).                                  |                        |
|      | «За заслуги перед Болгарской народной армией»                                   | 23 декабря 1965  | 1                                                             |                        |
|      | «25 лет Болгарской народной армии»                                              | 11 июля 1968     | 1                                                             |                        |
|      | «25 лет министерству Внутренних дел»                                            | 30 июля 1968     | 1                                                             | 20,000+                |
|      | Медаль «За заслуги перед министерством Внутренних дел»                          | 10 апреля 1969   |                                                               |                        |
|      | «За выслугу лет в строительных войсках»                                         | 5 июня 1969      | 3 (10, 15 и 20 лет выслуги).                                  |                        |
|      | «25-я годовщина народной власти»                                                | 10 июля 1969     | 1                                                             |                        |
|      | «90 лет со дня рождения Георгия Димитрова»                                      | 12 июня 1972     | 1                                                             |                        |
|      | «50 лет народному антифашистскому восстания 1923 года»                          | 10 августа 1973  |                                                               |                        |
|      | «30 лет болгарской народной армии»                                              | 22 мая 1974      | 1                                                             |                        |
|      | «30 лет министерству Внутренних дел»                                            | 22 мая 1974      | 1                                                             | 30,000+                |
|      | «Ветеран труда»                                                                 | 22 мая 1974      | 1                                                             |                        |
|      | Медаль Климента Охридского                                                      | 22 мая 1974      | 1. Награда в области культуры.                                |                        |
|      | «30 лет строительным войскам НРБ»                                               | 22 мая 1974      | 1                                                             |                        |
|      | «Интернациональные бригады в Испании 1936—1939»                                 | 22 мая 1974      | 1. Награда для ветеранов Интербригад.                         | 462                    |
|      | «За отличие в строительных войсках НРБ»                                         | 22 мая 1974      | 1                                                             |                        |
|      | «За заслуги в железнодорожных войсках НРБ»                                      | 22 мая 1974      | 1                                                             |                        |
|      | «30 лет социалистической революции в Болгарии»                                  | 2 сентября 1974  | 1                                                             |                        |
|      | «За укрепление братства по оружию»                                              | 4 марта 1975     | 1                                                             |                        |
|      | «30 лет победы над фашизмом»                                                    | 6 марта 1975     | 1                                                             | 465,000+               |
|      | «100 лет апрельского восстания 1876 года»                                       | 17 января 1976   | 1                                                             |                        |
|      | «25 лет гражданской обороне НРБ»                                                | 23 апреля 1976   | 1                                                             |                        |
|      | «За заслуги в области гражданской обороны НРБ»                                  | 23 апреля 1976   |                                                               | 3                      |
|      | «За заслуги по охране границ»                                                   | 26 мая 1976      | 1                                                             |                        |
|      | «100 лет болгарскому Красному кресту»                                           | 16 ноября 1977   | 1                                                             | ок. 1000               |
|      | «За дружбу и сотрудничество между СССР и НРБ»                                   | 20 декабря 1977  | 1                                                             |                        |
|      | «За поддержку и сотрудничество с НРБ»                                           | 20 декабря 1977  | 1                                                             |                        |
|      | «Столетие освобождения Болгарии от турецкого гнёта 3 марта 1878 – 3 марта 1978» | 22 февраля 1978  | 1                                                             |                        |
|      | «За отличие в войсках Министерства Транспорта»                                  | 8 мая 1978       | 1                                                             |                        |
|      | «100 лет болгарской связи»                                                      | 8 мая 1978       | 1                                                             |                        |
|      | «100 лет болгарской таможне»                                                    | 29 января 1979   | 1                                                             |                        |
|      | «100 лет провозглашению Софии столицей Болгарии»                                | 2 апреля 1979    | 1                                                             |                        |
|      | «100 лет болгарскому здравоохранению»                                           | 22 мая 1979      | 1                                                             |                        |
|      | «100 лет болгарской геологии»                                                   | 21 августа 1980  | 1                                                             |                        |
|      | «1300 лет Болгарии»                                                             | 16 октября 1981  | 1. Награда, в том числе широко вручавшаяся деятелям культуры. |                        |
|      | «100 лет со дня рождения Георгия Димитрова»                                     | 25 мая 1982      | 1                                                             |                        |
|      | «За заслуги в добровольческих строительных отрядах РНБ»                         | 4 апреля 1984    | 1                                                             |                        |
|      | «25 лет добровольческим строительным отрядам НРБ»                               | 13 апреля 1984   | 1                                                             |                        |
|      | «40 лет социалистической Болгарии»                                              | 27 июля 1984     | 1                                                             |                        |
|      | «40 лет революционного профсоюзного движения в Болгарии»                        | 8 октября 1984   | 1                                                             |                        |
|      | «40 лет победы над фашизмом»                                                    | 31 января 1985   | 1                                                             |                        |
|      | «Сто лет болгарским железным дорогам»                                           | 1988             | 1                                                             |                        |
|      | «45 лет министерству Внутренних дел»                                            | 1989             | 1                                                             |                        |